# Veršinino

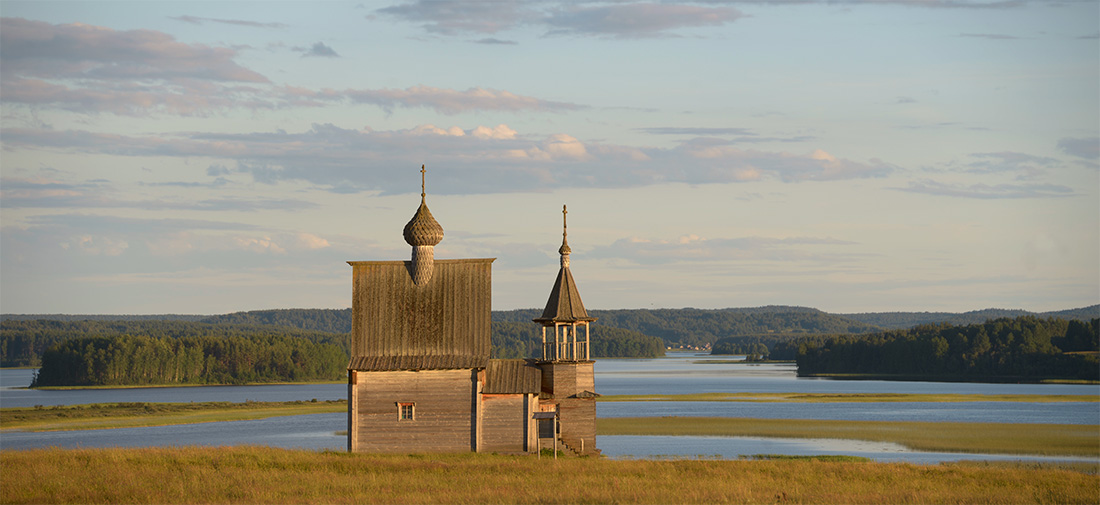

Veršinino (in lingua russa Вершинино) è una città situata in Russia, nell'Oblast' di Arcangelo, più precisamente nel Pleseckij rajon.